# Церква Святої Великомучениці Параскеви П'ятниці (Передмірка)
Церква Святої Великомучениці Параскеви П'ятниці в Передмірці — парафія і храм Лановецького благочиння Тернопільської єпархії Православної церкви України в селі Передмірка Кременецького району Тернопільської области.
Оголошена пам'яткою архітектури місцевого значення (охоронний номер 1642).

## Історія церкви
У 1744 році за кошти парафіян було збудовано дерев'яний храм Святої Великомучениці Параскеви П'ятниці. У 1778 році з'явилася дерев'яна дзвіниця. За пожертви графа Мнішека церкву перебудували у 1855 році, перекрили бляхою у 1868 році, а в 1869 році пофарбували та позолотили іконостас.
Нині в Передмірці стоїть новий дерев'яний храм на кам'яному фундаменті, збудований у 1932 році. Він має хрестоподібну форму. З 1962 по 1989 роки до цієї церкви ходили парафіяни з сусідніх сіл, де храми були закритими.

## Парохи
- о. Іван Огородник,
- о. Ананій Бельма,
- о. В'ячеслав Хрущ.